# Manning Ferguson Force
Manning Ferguson Force (17 décembre 1824 - 8 mai 1899) est un avocat, juge et soldat de l'Ohio. Il devient connu comme le commandant du 20th Ohio Volunteer Infantry dans l'armée de l'Union pendant la guerre de Sécession, et est récipiendaire de la médaille d'honneur de l'armée pour acte de bravoure au combat.

## Avant la guerre
Manning F. Force naît à Washington, DC, où son père, Peter Force, est le maire. Il suit sa scolarité à l'université de Harvard jusqu'en 1845, et est diplômé de la Harvard Law School en 1848. L'année suivante, Force déménage à Cincinnati, Ohio, et commence à pratiquer le droit.

## Guerre de Sécession
Au déclenchement de la guerre de Sécession en 1861, Force rejoint les forces de l'Union en tant que commandant du 20th Ohio Infantry, servant sur le théâtre occidental au sein du XVII corps du général James B. McPherson. Il est nommé commandant le 26 août 1861. Il est promu lieutenant-colonel le 21 septembre 1861, puis colonel en mai 1862.
Le 20th Ohio du colonel Force soutient le poids de la bataille de Raymond, au Mississippi, lors de la campagne de Vicksburg. Osborn Oldroyd rapporte le nombre de victimes du 20th Ohio à son commandant : « j'ai pris le livre de registre de la poche de notre sergent mort, et constaté que, tandis que nous étions partis avec trente-deux hommes, nous sommes revenus avec seize - la moitié de la brave petite bande, mais quelques heures avant, si remplie d'espoir et de patriotisme, tués ou blessés. Presque tous les survivants pouvaient montrer des marques de balle sur leurs habits ou dans la chair, mais aucun homme n'a quitté le terrain en raison de blessures. Quand j'ai dit au colonel Force l'état de nos pertes, j'ai vu des larmes courir en bas de ses joues, et ses pensées étaient tournées vers ses hommes tombés qu'il n'a pas remarqué l'éclatement d'un obus au-dessus de lui, la dispersion de la poudre au-dessus de sa personne, alors qu'il était assis au pied d'un arbre ».
À la suite du siège de Vicksburg, Force marche vers le nord de la Géorgie, où il combat lors de la campagne d'Atlanta. Il est gravement blessé au visage lors de la bataille d'Atlanta et est défiguré à vie. Pour sa bravoure au cours de la campagne d'Atlanta, Force est promu major général des volontaires en mars 1865. En 1892, il reçoit la médaille d'honneur. La citation se lit, « a chargé les ouvrages de l'ennemi, et après leur capture a défendu sa position contre les assauts de l'ennemi jusqu'à ce qu'il soit gravement blessé. ».
Manning Force est nommé brigadier général des volontaires le 11 août 1863.
L'avocat de trente-sept ans commence le conflit comme commandant et le termine comme major général breveté. Il est breveté major général des volontaires le 13 mars 1865 pour bravoure exceptionnelle devant Atlanta. Le sergent Osborn Oldroyd note son leadership lorsqu'il écrit dans son journal : « alors que le colonel Force nous a mis au garde à vous ce matin, l'un des gars a remarqué, j'aime cet homme plus que jamais. Oui, nous avons de bonnes raisons d'être fiers de notre colonel, lors de toutes les occasions il nous a traité comme des volontaires enrôlés dans la guerre en raison d'un amour pur du pays... » Dans ses mémoires, publiés après la guerre, Force, déclare: « Alors que j'étais est couché là (dans les tranchées à l'extérieur de Vicksburg) comme il m'arrivait parfois, quelle transformation c'était pour ces hommes, plein d'individualité et de confiance en soi, habitués à toujours agir selon leur propre volonté, de subordonner complètement leur volonté à la volonté d'autres hommes... Leur sens pratique leur  avait dit qu'une armée diffère d'une foule uniquement par la discipline, et la discipline est nécessaire pour l'auto-préservation ».
Manning Force quitte le service actif des volontaires le 15 janvier 1866.

## Après la guerre
Après la guerre, Force retourne à Cincinnati, où il devient juge de la cour supérieure de Cincinnati. Il est également l'auteur de plusieurs ouvrages de droit et devient un écrivain de premier plan ainsi qu'un chargé de cours.
Manning Force est enterré dans le cimetière de Spring Grove à Cincinnati. Ses papiers et documents sont conservés dans la collection de Manning Ferguson Ferguson Force du centre présidentiel Rutherford B. Hayes.

### Citation de la médaille d'honneur
- Grade et organisation : brigadier général, volontaires des États-Unis.
- Lieu et date: À Atlanta, Ga., le 22 juillet 1864.
- Entré en service à : Cincinnati, Ohio.
- Né à Washington, DC le 17 décembre 1824.
- Date de remise : 31 mars 1892.

Citation : « A chargé les ouvrages de l'ennemi, et après leur capture a défendu sa position contre les assauts de l'ennemi jusqu'à ce qu'il soit gravement blessé. »